# Lakshmi Planum
Lakshmi Planum is een hoogvlakte op Venus. Lakshmi Planum werd in 1979 genoemd naar Lakshmi, de hindoeïstische godin van licht, rijkdom, geluk, vruchtbaarheid en liefde.
De hoogvlakte heeft een diameter van 2345 kilometer en een gemiddelde hoogte van 3500 meter en bevindt zich in het gelijknamige quadrangle Lakshmi Planum (V-7).

## Geografie
Lakshmi Planum is een hoog vulkanisch plateau, met een relatief glad oppervlak, waarschijnlijk grotendeels bedekt met lava. Een grote vulkanische caldeira ligt ten oosten van het plateau (Colette Patera) en een andere in het midden (Sacajawea Patera) en meerdere kleinere vulkanen, zoals Siddons Patera, zijn over het hele oppervlak te zien. De hoogvlakte is omgeven door bergketens die op hun beurt omringd zijn door tesserae:
- Freyja Montes in het noorden, een compact massief met een hoogte tot 6500 meter, met daarachter Itzpapalotl Tessera, 300 kilometer breed en gescheiden van Snegurochka Planitia door de helling van Uorsar Rupes, die bijna 3000 meter hoog is.
- Akna Montes in het westen, een breder massief dat aan zuidoostelijke rand een hoogte bereikt van 6000 meter, met daarachter Atropos Tessera, meer dan duizend kilometer breed, met een hoogte variërend tussen 4000 en 0 meter.
- Danu Montes langs de zuidkant waar deze lagere bergketen met een piek van 5000 meter, maar met steile hellingen, een soort cordillera vormt, met daarachter Moira Tessera in het zuidwesten en Clotho Tessera in het zuiden, de laatste geleidelijk aflopend richting Sedna Planitia die over een lengte van 300 kilometer 2000 meter hoogte verliest.
- Maxwell Montes in het oosten, waarvan het hoogste punt (10.700 meter) ook dat van de hele planeet is, met daarachter Fortuna Tessera die zich over enkele duizenden kilometers uitstrekt naar het oosten en noordoosten.